# Traian V. Chirilă
Traian V. Chirilă (n. 14 februarie 1948, Arad, România) este un australian de etnie română, chimist organic și specialist în chimia polimerilor. Este inventatorul AlphaCor, o cornee artificială, aflată azi în uz clinic peste tot în lume.
Fostele și actualele sale cercetări au contribuit în anumite domenii precum biomaterialul, știința polimerilor și bioingineria, în special în înțelegerea biomaterialelor și biocompatibilității, în dezvoltarea polimerilor, a bureților hidrofili, a corneei artificiale, a substituienților vitroși artificiali și în subiecte precum interacțiunea radiației laserului cu polimerii, polimerii fotoresponsivi, polimerii supramoleculari, lansarea agenților bioactivi, ingineria țesutului și folosirea polimerilor în terapiile genetice.

## Educație
Chirilă a fost născut și educat în România, unde a obținut licența în tehnologia polimerilor (1972) și doctoratul în chimie organică (1981), la Universitatea Politehnica Timișoara.
După zece ani de cercetări ale polimerilor și în chimia organică, s-a stabilit în Australia. În timpul anului 1984, a fost cercetător asociat la Școala Curtin de Chimie Aplicată. În 1986 s-a alăturat Institutului Lions Eye din Perth, ca savant senior, cu sarcina de a înființa un departament pentru cercetarea și dezvoltarea biomaterialelor polimerice pentru oftalmologie. În 2005, a aderat la nou fondatul Institut Queensland Eye din Brisbane, unde i s-a oferit o poziție de savant senior pentru a-și continua cercetările și a înființa un departament de bioinginerie oftalmică. A ajuns membru al Institutului Regal Chimic Australian (RACI) în 1992. În prezent, trei catedre de profesor adjunct: una la Școala de Științe Fizice și Chimice de la Universitatea Queesland de Tehnologie, cealaltă la Institutul Australian pentru Bioinginerie și Nanotehnologie de la Universitatea din Queensland, și alta la Facultarea de Științe ale Sănătății de la Universitatea din Queensland.

## Cercetări
- Contribuții la la chimia sintetică și structurală a acetalilor, în special a acetalilor ciclici.[necesită citare]
- Studii ale hidrogelilor ce conțin agenți de absorbție UV. Punerea în corelație a concentrației, a proprietăților absorbante și a extractabilității agenților.[necesită citare]
- Interacțiunea polimerilor cu radația laser IR – demonstrarea faptului că lansarea monomerilor în urma iradiației materialelor IOL cu lasere chirurgicale IR este prea slabă pentru a cauza efecte vătămătoare pentru ochi.[necesită citare]
- Prima investigație a interacțiunii dintre poli(2-hidroxietic metacrilat) (PHEMA) și radiațiile laser UV. Prima utilizare a spectroscopiei fotoelectronului de raze X pentru a investiga procesul de ablațiune a hidrogelilor oftalmici cu lasere excimeri. Studii generale asupra interacțiunilor dintre laserele de mare energie și polimeri.[necesită citare]
- Inventarea și dezvoltarea hidrogelilor sintetici ce conțin melanină, capabili să absoarbă radiații albastre și UV. Aplicarea lor ca materiale IOL. Primele combinații polimer-biopolimer raportate ca interpenetrare a rețelelor de polimeri (IPN-uri).[necesită citare]
- Inventarea și dezvoltarea unei cornei artificiale. Cunoscută inițial ca „Chirilă keratoprosthesis”, acest dispozitiv s-a dezvoltat comercial ca AlphaCor și a primit aprobare de la FDA și alte corpuri de reglementare, și e folosită pentru pacienți.[5][6]
- Dezvoltarea hidrogelilor cu un conținut foarte mare de apă, ca substituienți potențiali pentru un corpul vitros, inclusiv o metodologie pentru evaluarea lor in vitro.[necesită citare]
- Evaluarea hidrogelilor poroși pentru repararea nervilor. of porous hydrogel scaffolds for nerve repair.[necesită citare]
- Dezvoltarea și studiul matricelor polimerilor pentru lansarea agenților bioactivi, inclusiv a oligonucleotidelor teraperutice.[necesită citare]
- Dezvoltarea unui implant orbital, acum comercializat ca AlphaSphere.[necesită citare]
- Contribuții la istoria oftalmologiei și biomaterialelor.[necesită citare]
- Dezvoltarea construcțiilor corneale proiectate cu țesut pentru restaurarea suprafeței oculare.[necesită citare]

Până în prezent, cercetările sale au avut ca rezultat în 175 de articole publicate în reviste și 13 brevete. El a contribuit cu 175 prezentări la întâlnirile științifice și a fost invitat să țină prelegeri în China, SUA, Japonia, România, Italia, Franța, Elveția, Coreea, Germania și Olanda.

## Premii
- 1993 Polymer Division Citation, din partea RACI
- 1999 Premiul pentru cercetare aplicată și Medalia Don Rivett, din partea RACI
- 2002 Diplomă de excelență conferită de Promoția euro-asiatică și a fundația culturală, al II-lea Forum pentru Europa Nouă (secția română)
- 2003 Academician al Academiei de Științe din România[5][6]
- 2014 Premiul de Excelență SRB din partea Societății Române a Biomaterialelor[necesită citare]
- 2014 Membru emerit al Fundației Politehnica, Timișoara, România[necesită citare]

### Subvenții
Din 1987, a obținut 30 de subvenții de cercetare de peste 12 milioane de dolari australieni.

## Apartenență
- Academia de Științe din România
- Ramura americană a Academiei de Științe din România
- Academia de Științe din New York
- Academia Chimică Americană
- Institutul Chimic Regal Australian
- Societatea Australasiană pentru Biomateriale și Ingineria Țesutului
- Grupul de Studii KPro

## Viața personală
Și-a petrecut copilăria în micul oraș transilvănean Chișineu-Criș. A absolvit liceul local în 1966. Este porectit „Tanu”. Mama sa încă locuiește în România, în Timișoara, unde el a absolvit universitatea. Este căsătorit cu Mika, care este de origine japoneză. Au un copil, Sebastian.